# Luminisme

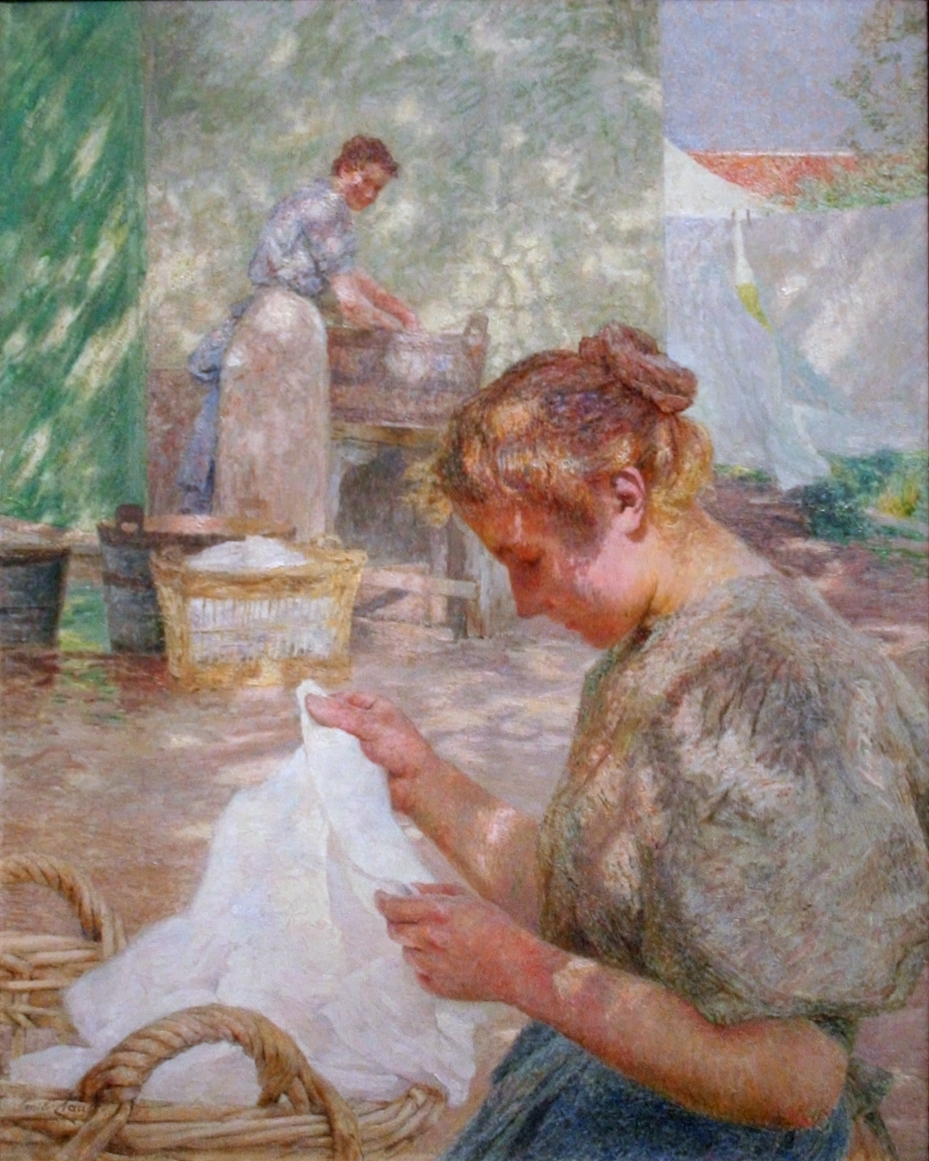
Émile Claus, Journée ensoleillée (1899)
Musée des Beaux-Arts, Gand.

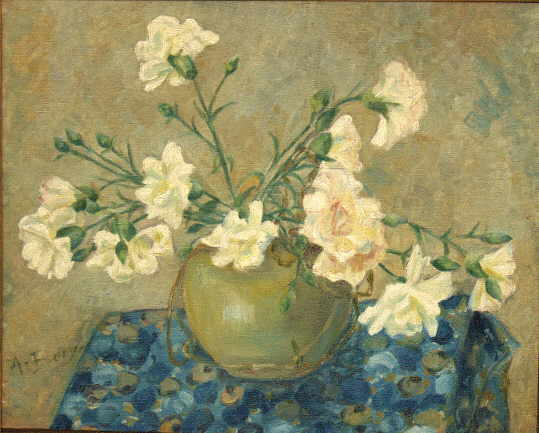
Anna Boch, Un bouquet d’œillets
vers 1910

Le terme luminisme est utilisé pour parler de plusieurs groupes de peintres forts différents : un ensemble de peintres belges, les œuvres de jeunesse pointillistes des Néerlandais Jan Toorop, Jan Sleijters ou Piet Mondrian, un groupe de peintres espagnols qui comprend notamment Joaquín Sorolla, Ignacio Pinazo Camarlench (en) et Vicente Castell (en), un ensemble de peintres américains désignés par l'expression luminisme aux États-Unis, des peintres luministes russes tels que Isaac Levitan ou Arkhip Kouïndji qui ont représenté des paysages dans des tonalités douces en mettant l'accent sur le rendu atmosphérique, les effets de la lumière directe et de la lumière reflétée, notamment sur l’eau. Le luminisme belge, auquel cette entrée est pour l'essentiel consacrée, est une forme d’impressionnisme autochtone consacrant une grande attention aux effets de lumière.

## Caractéristiques
Le luminisme est un nom générique pour désigner l'ensemble de l’art belge influencé par l'impressionnisme français qui combine une écriture déliée, fractionnée et une palette ensoleillée. La différence essentielle avec l'art français réside dans la part de réalisme qui sous-tend la représentation. Émile Claus qui est la figure de proue du luminisme, exalte les couleurs ensoleillées sans adopter le ton improvisateur de la pochade.
Dans le contexte du luminisme belge, le terme doit être compris comme la fusion de deux tendances : d'une part, l'influence presque simultanée de l'impressionnisme français et du néo-impressionnisme et d'autre part, la perpétuation d'une tradition réaliste propre à l'art belge.

## Origine du mot
L’intérêt presque exclusif pour les irradiations les plus claires de la lumière et la recherche d’effets picturaux capable de les restituer, ont emmené critiques d’art et commentateurs à user du terme luminisme. Pour la Belgique ce néologisme tente de proposer une distinction par rapport aux concepts traditionnels et typiquement français d’impressionnisme, de néo-impressionnisme et de post-impressionnisme.

## Historique
En 1904, la plupart des impressionnistes belges se présentent sous une nouvelle bannière, celle de Vie et Lumière, une association qui venait de se constituer sous l’impulsion d’Émile Claus, de Rodolphe De Saegher, de George Morren et d'Adrien-Joseph Heymans. Outre ces quatre peintres, on retrouvait au sein de la nouvelle association la présence d’anciens vingtistes comme James Ensor, Georges Lemmen, Anna Boch, et Guillaume Van Strydonck, ainsi que quelques disciples de Claus (Georges Buysse, Edmond Vertstraeten, Jenny Montigny, Anna De Weert, Modeste Huys) et d'Adrien-Joseph Heymans. Hormis Lemmen et Ensor, tous adhèrent avec une originalité plus ou moins grande à la technique impressionniste française.
Le foyer luministe le plus actif se situe donc en Flandre, précisément dans la région gantoise, autour d’Emile Claus et de Jean Delvin, ancien vingtiste dissident qui forma nombre de jeunes luministes à l'Académie royale des Beaux-Arts de Gand. Également dans la région de la Lys, Léon de Smet mène un luminisme à « ses ultimes possibilités » avec un charme tout particulier. Marie Antoinette Marcotte se fait remarquer par la qualité et la variété de ses tableaux de serres.
À Bruxelles, nombre de peintres sont aussi gagnés, à l’aube du XXe siècle, aux faveurs du luminisme. Étroitement lié à la France à l’instar de Georges Morren, Marcel Jefferys réalise également des œuvres lumineuses tout imprégnées de la vision impressionniste. Il en va de même pour Angelina Drumaux, célèbre pour des tableaux lumineux de paysages ou de bouquets de fleurs.
D’origine franco-flamande, Évariste Carpentier connaît un cheminement esthétique assez semblable à celui de Claus, et comme ce dernier, devient l’un des plus actifs propagateurs du luminisme en Belgique. C’est surtout à Liège au tournant du siècle que Carpentier, nommé alors professeur à l’Académie des beaux-arts, suscite de nouvelles vocations impressionnistes, notamment celles de Richard Heintz, d’Albert Lemaître et de José Wolff. Des séjours entre autres à Venise, dans la région du Latium, en Andalousie et dans le Midi de la France renforceront leur luminisme.
Également au contact des lumières du Sud (notamment à Martigues et à Venise), le Louviérois Paul Leduc se révèle un véritable impressionniste attentif aux divers éclairages du jour.

## Styles et jugements
« Ce sont les impressionnistes français et particulièrement Monet qui exercent sur le luminisme l'influence la plus massive. Mais grâce à Émile Claus, l'impressionnisme français est d'emblée tempéré par le désir de réaliser des peintures « finies » et « structurées »... Le néo-impressionnisme a atteint la Belgique avant l'impressionnisme. Le pointillisme et la tradition flamande de fidélité à la nature constituent deux ingrédients supplémentaires du luminisme. Si l’impressionnisme donne naissance à travers le monde à des mouvements dérivés, en Belgique, il se transforme en luminisme, une adaptation typiquement belge d’un concept d’origine française. »

— Michael Palmer
.

« La contribution directe des luministes belges est qu’ils ajoutent la distinction d’un dessin savant et senti… à la vérité, à l’exactitude, à la beauté de l’effet prismatique de la couleur. »

— Frank Rutter (en), 1916

## Peintres
- Albert Baertsoen (1866-1922)
- Anna Boch (1848-1936)
- Georges Buysse (1864-1916)
- Évariste Carpentier (1845-1922)
- Émile Claus (1849-1924)
- Louis Clesse (1889-1961)
- Aloïs De Laet (1866-1949)
- Gustave Den Duyts (1850-1897)
- Rodolphe De Saegher (1871-1941)
- Léon De Smet (1881-1966)
- Anna De Weert (1867-1950)
- Angelina Drumaux (1881-1959)
- Lucien Frank (1857-1920)
- Franz Gailliard (1861-1932)
- Georges Gaudy (1872-1940)
- Victor Gilsoul (1867-1939)
- Didier Groffier (1912-1979)
- Maurice Guilbert (1876-1933)
- Alfred Hazledine (1876-1957)
- Richard Heintz (1871-1929)
- Adrien-Joseph Heymans (1839-1921)
- Modeste Huys (1874-1932)
- Armand Jamar (1870-1946)
- Marcel Jefferys (1872-1924)
- Paul Leduc (1876-1943)
- Albert Lemaître (1886-1975)
- Marie Antoinette Marcotte (1869-1929)
- Paul Mathieu (1872-1932)
- Jenny Montigny (1875-1937)
- George Morren (1868-1941)
- Fernand Pinal (1881-1958)
- Oswald Poreau (1877-1955)
- Jules Postel (1867-1955)
- Pierre Thévenet (1870-1937)
- Guillaume Van Strydonck (1861-1937)
- Georges Van Zevenberghen
- Edmond Verstraeten (1870-1957)
- Emmanuel Viérin (1869-1954)
- Ferdinand Willaert (1861-1938)
- José Wolff (1885-1964)
- Juliette Wytsman (1866-1925)
- Rodolphe Wytsman (1860-1927)

## Galerie

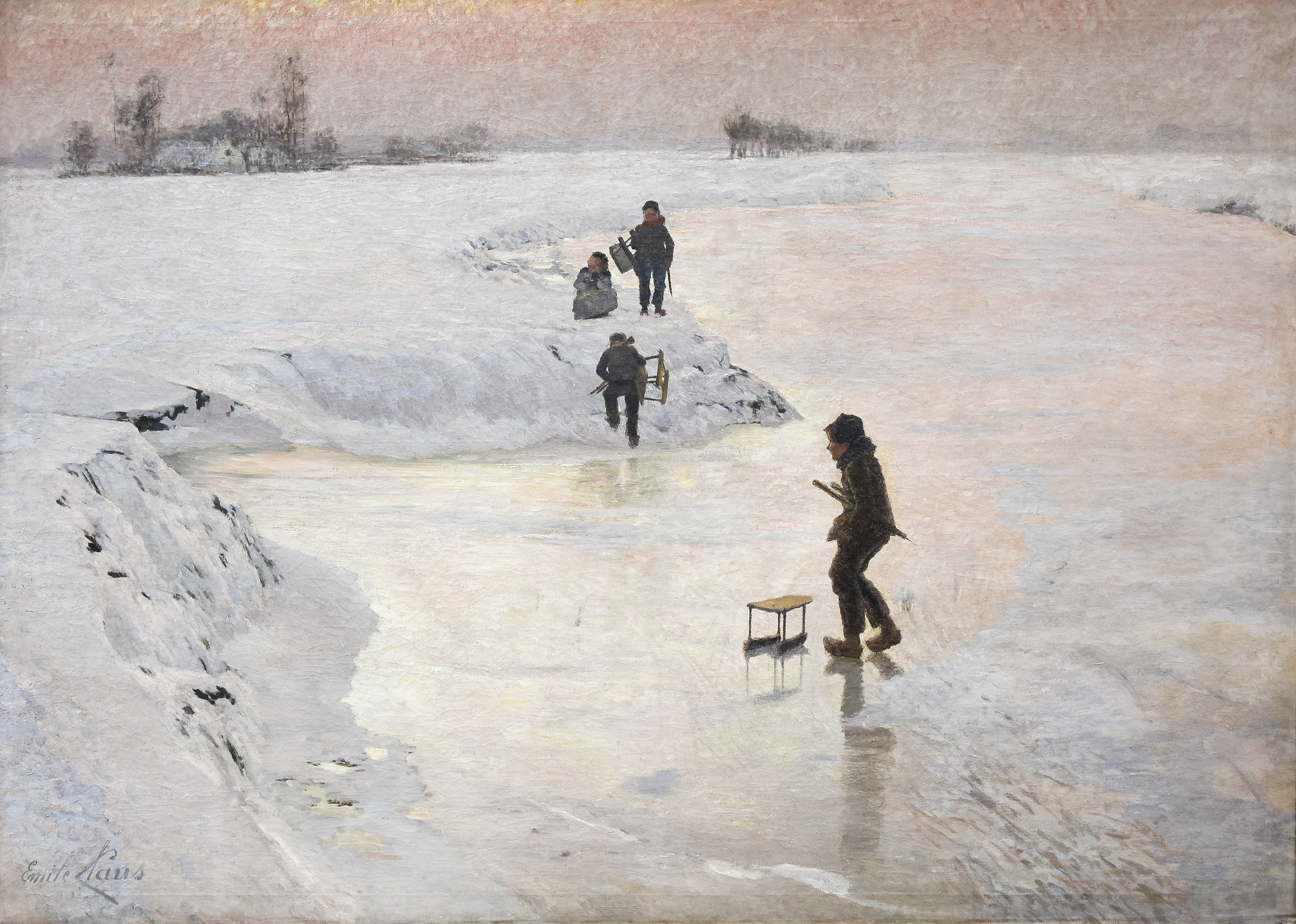
Émile Claus Les Patineurs
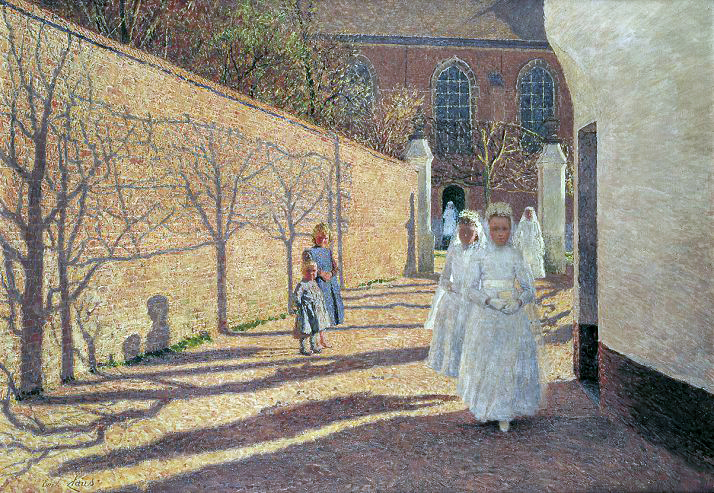
Émile Claus Les Communiantes
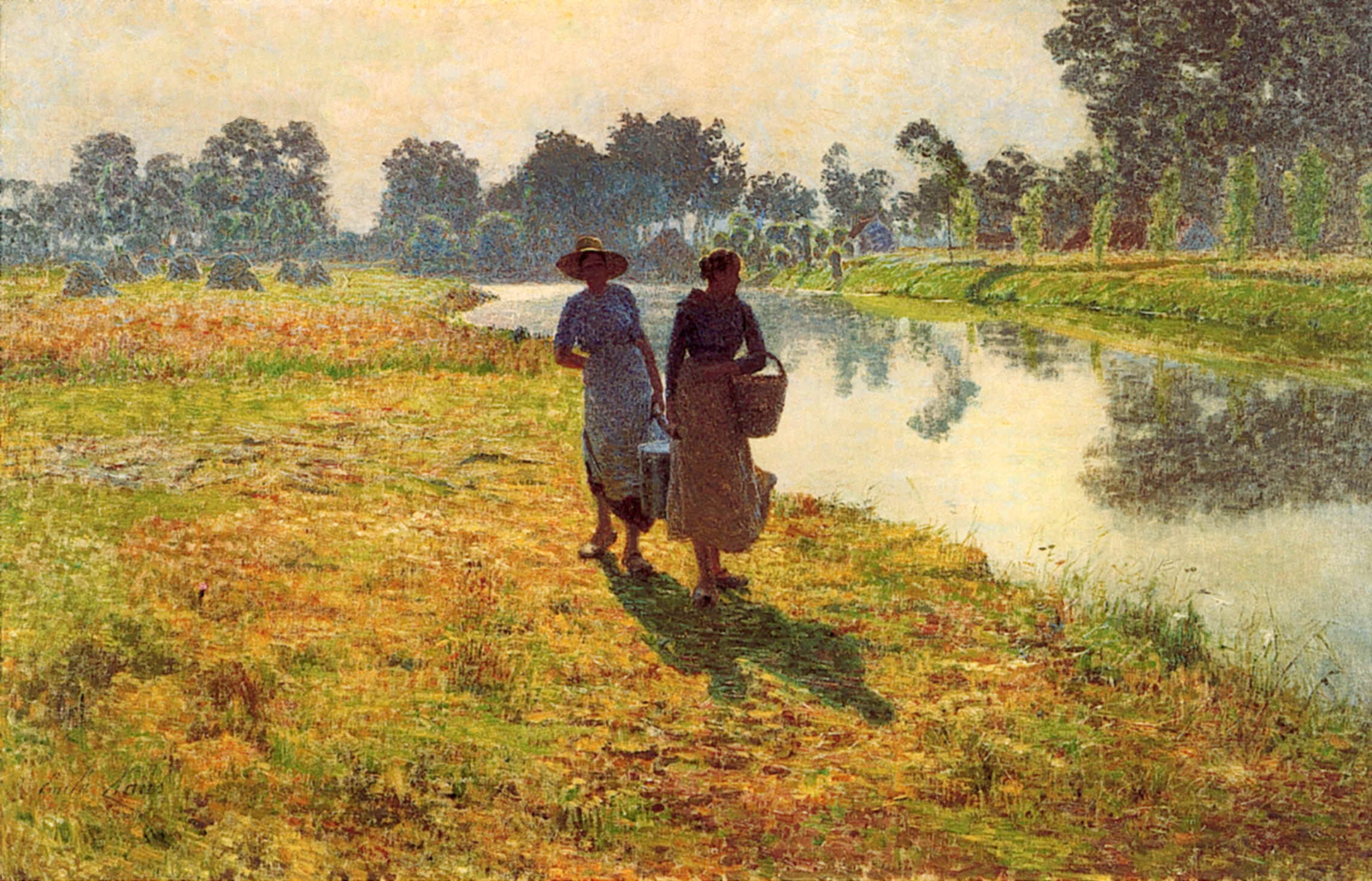
Émile Claus Jeunes paysannes le long de la Lys
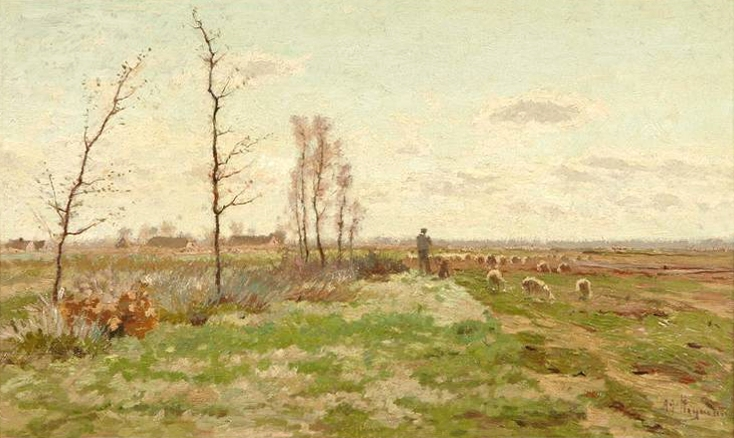
Adrien-Joseph Heymans Berger et son troupeau au pré
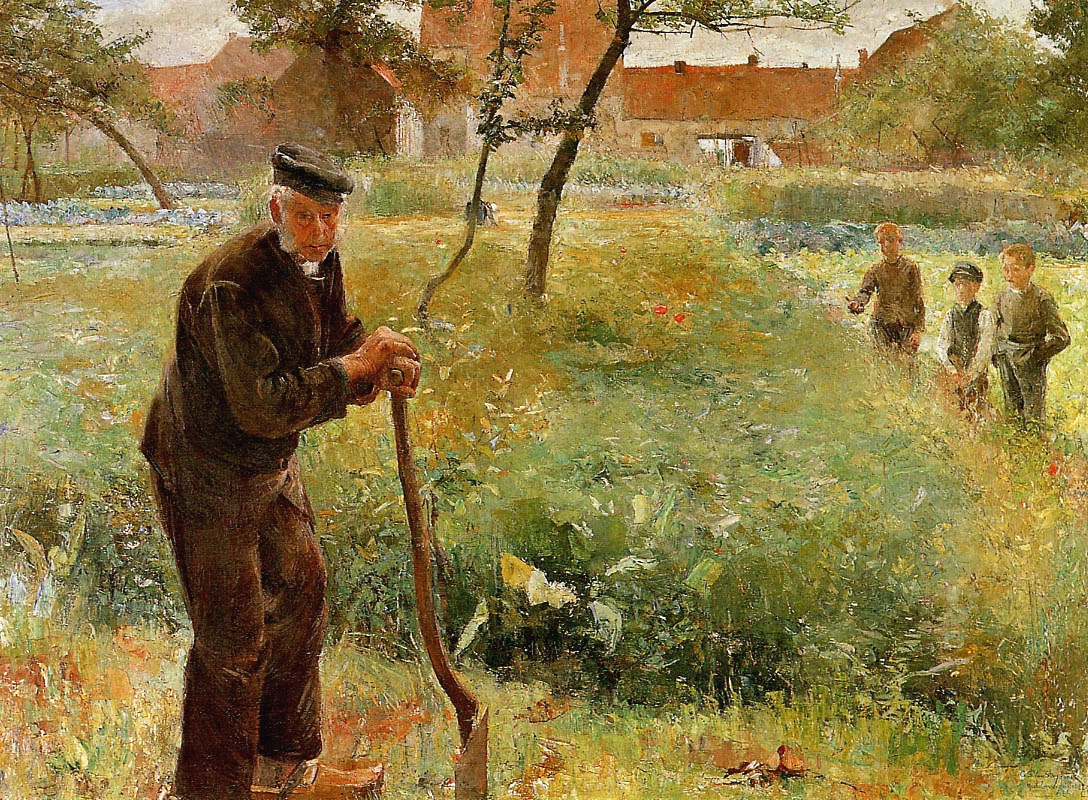
Guillaume Van Strydonck Le Vieux Jardinier
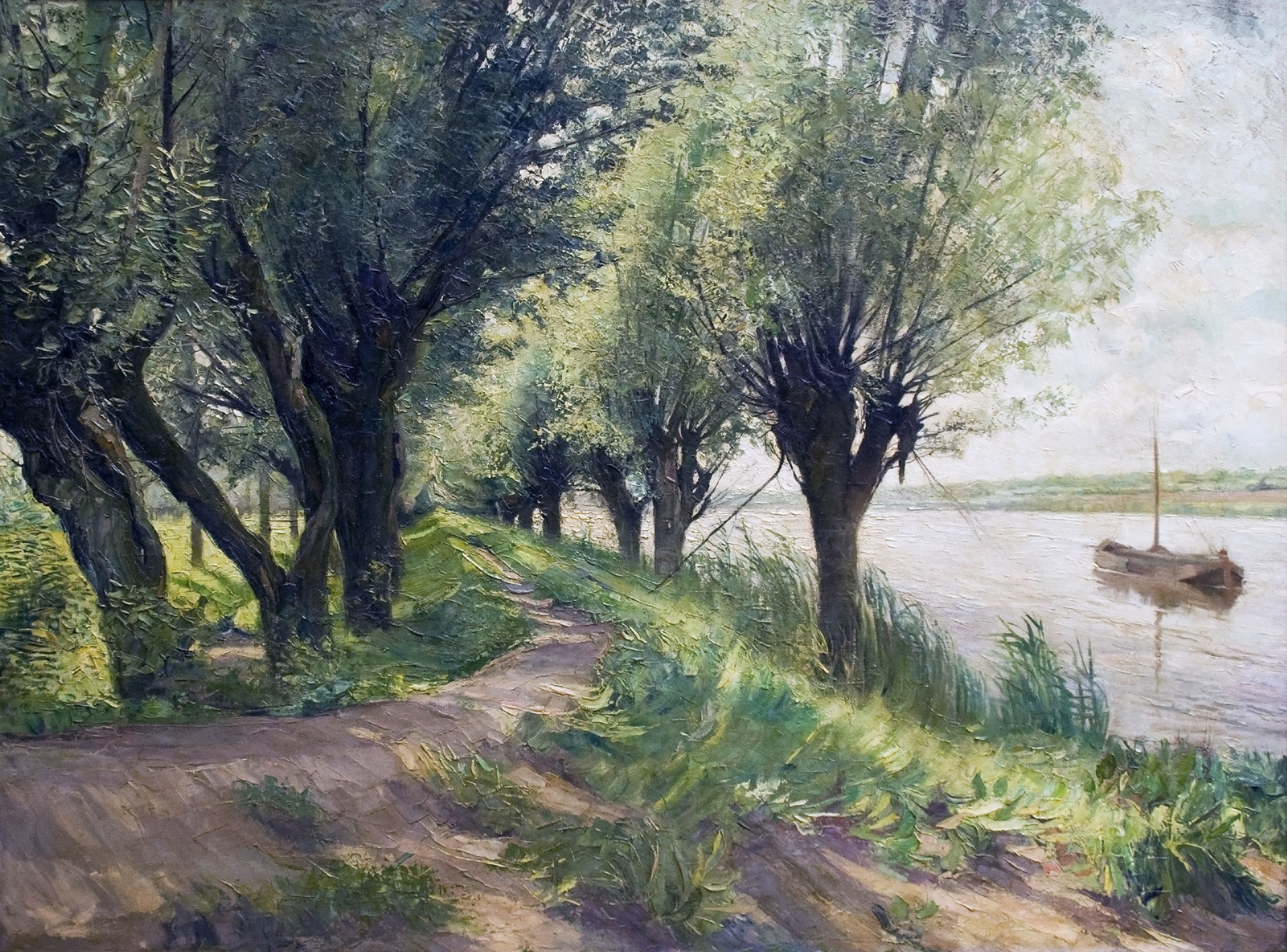
Guillaume Van Strydonck Saules au bord de l'Escaut
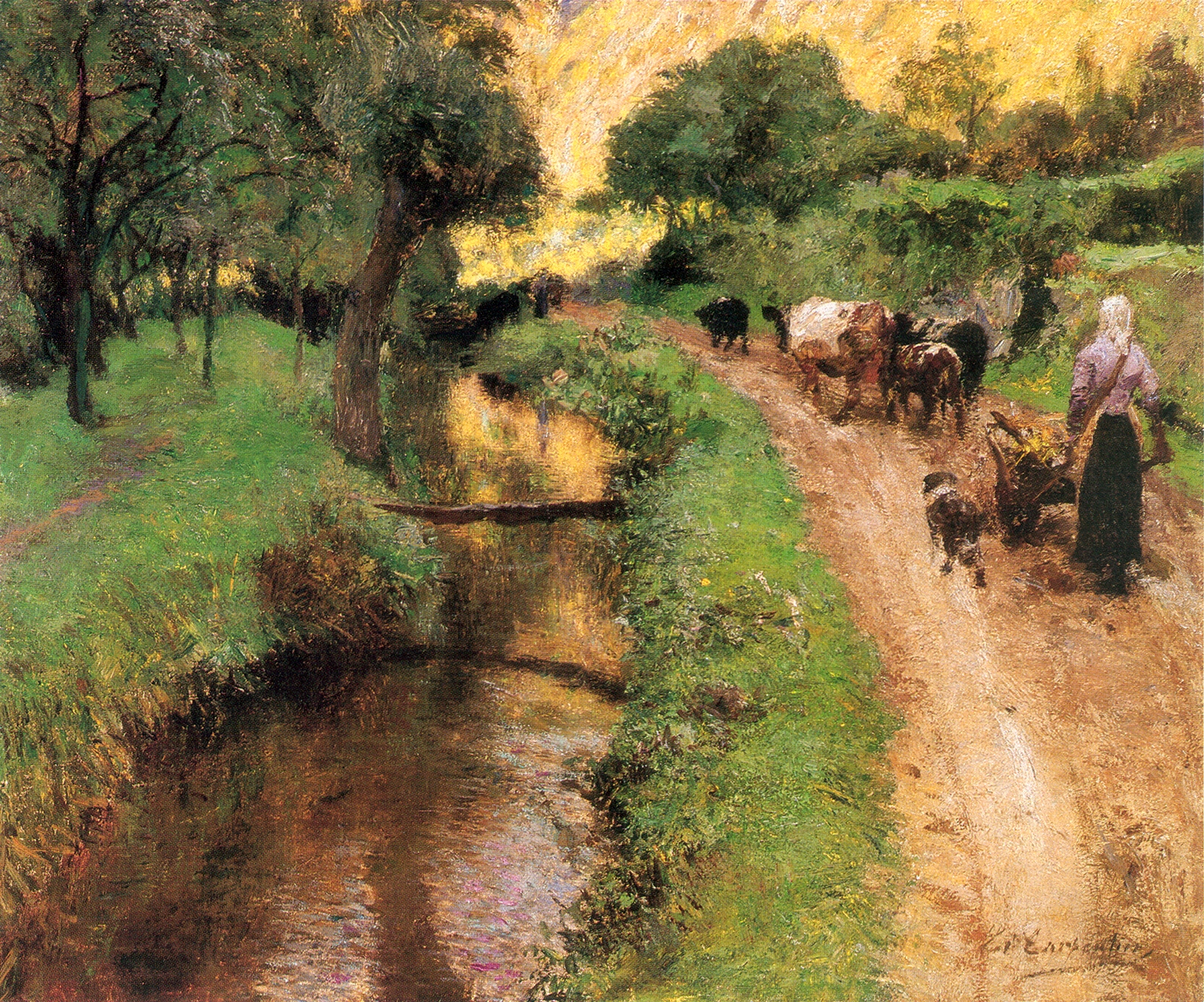
Évariste Carpentier Retour à la ferme
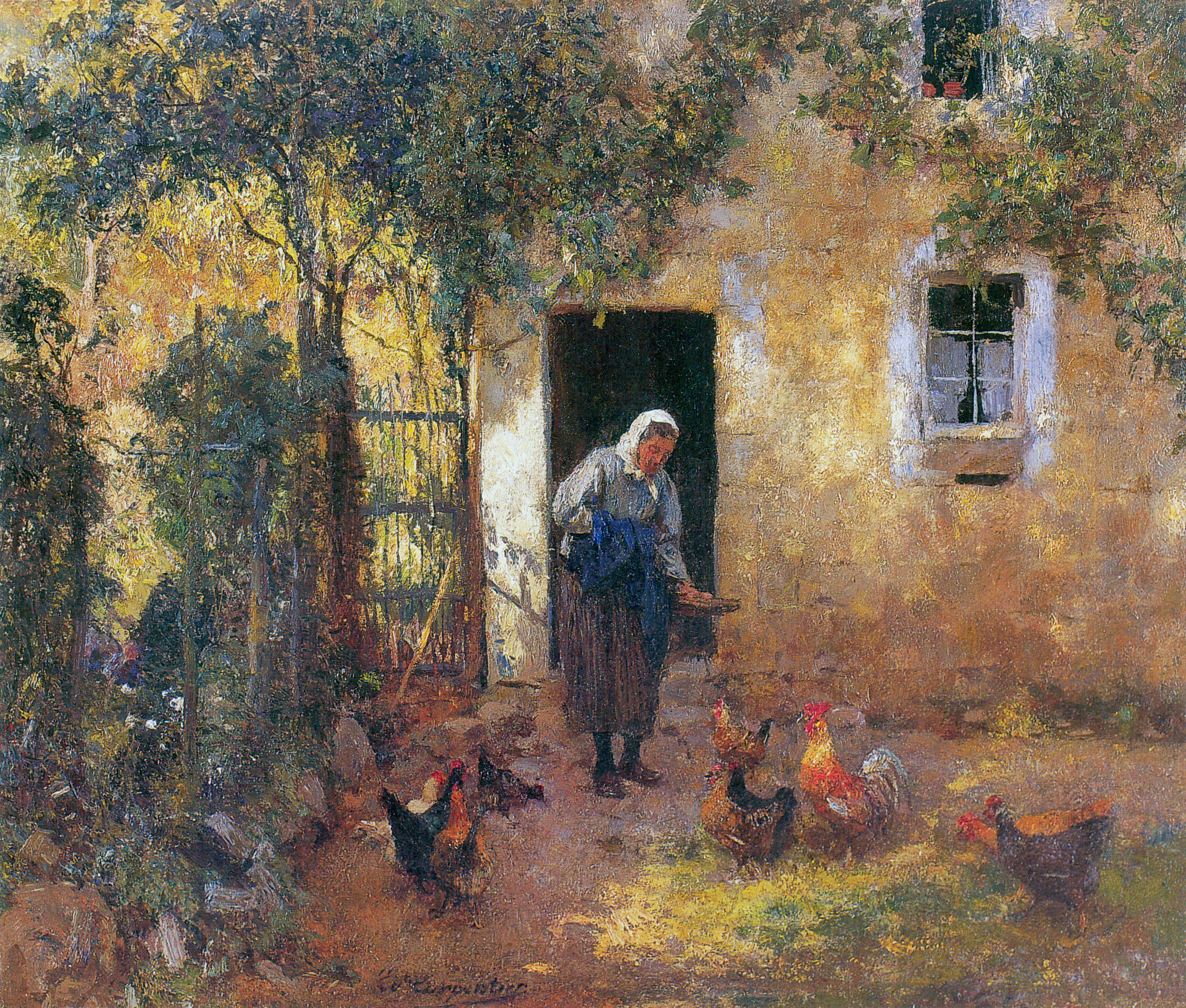
Évariste Carpentier Le Nourrissage des poules
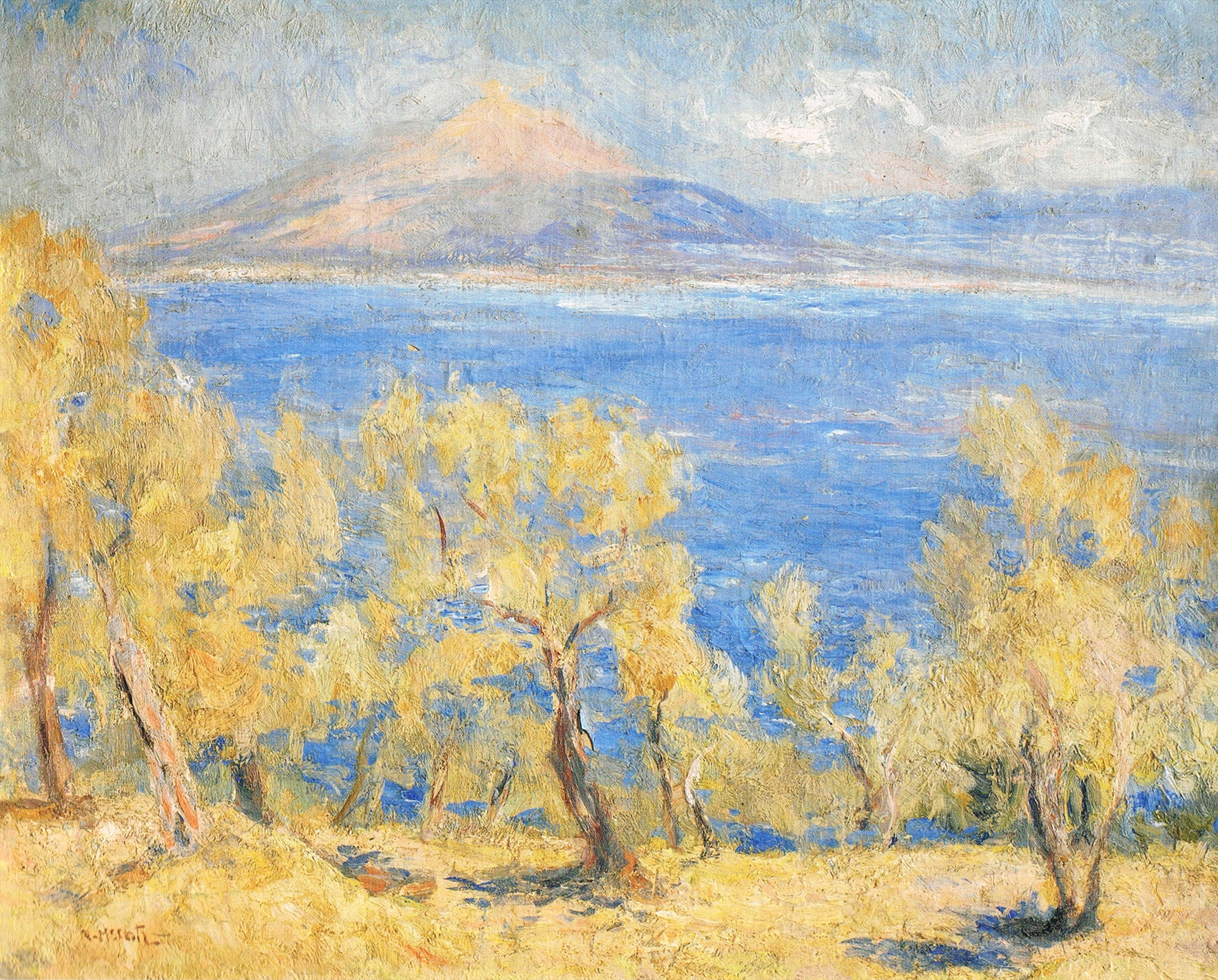
Richard Heintz Le Vésuve vu de Sorrente
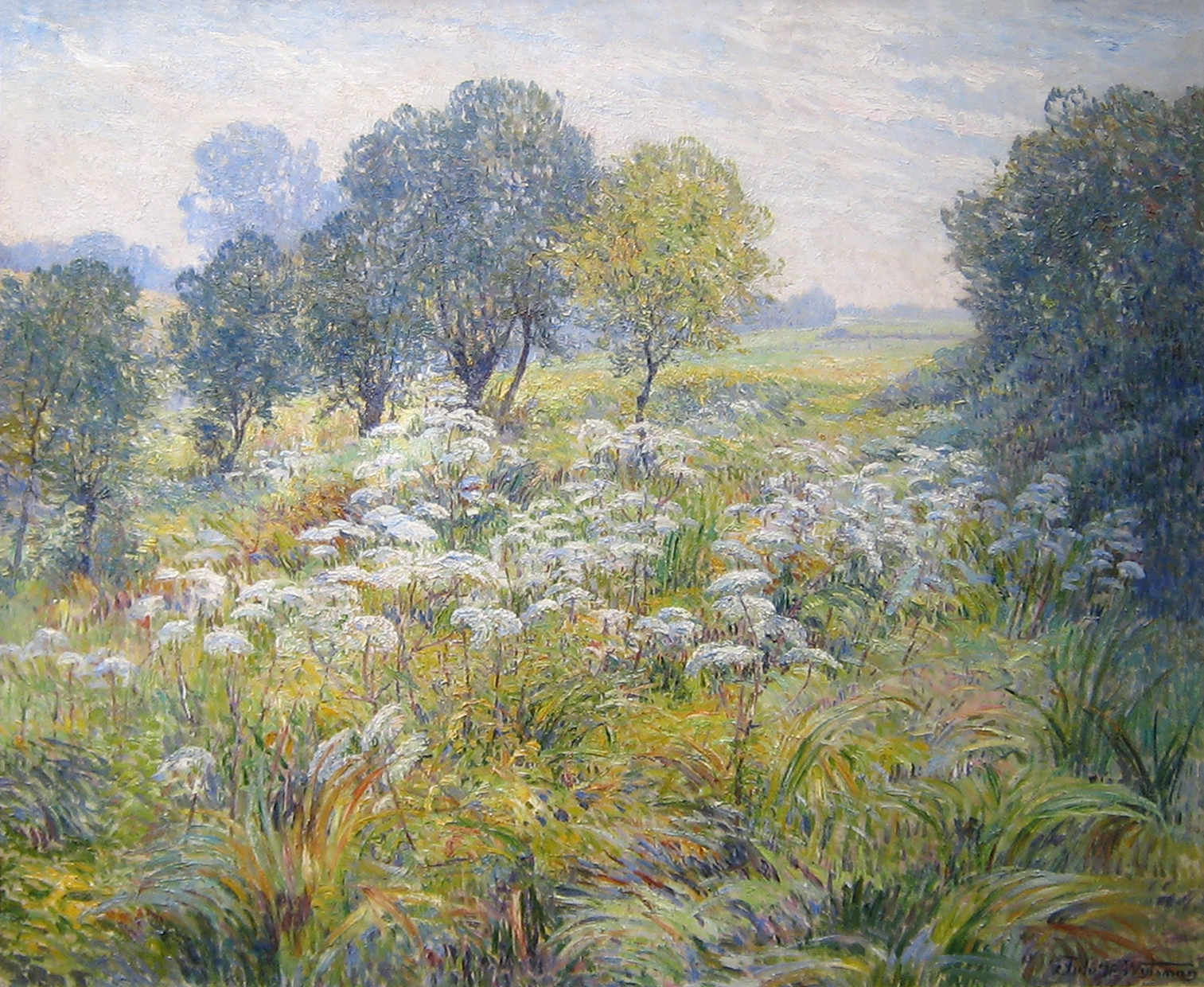
Juliette Wytsman Spirées
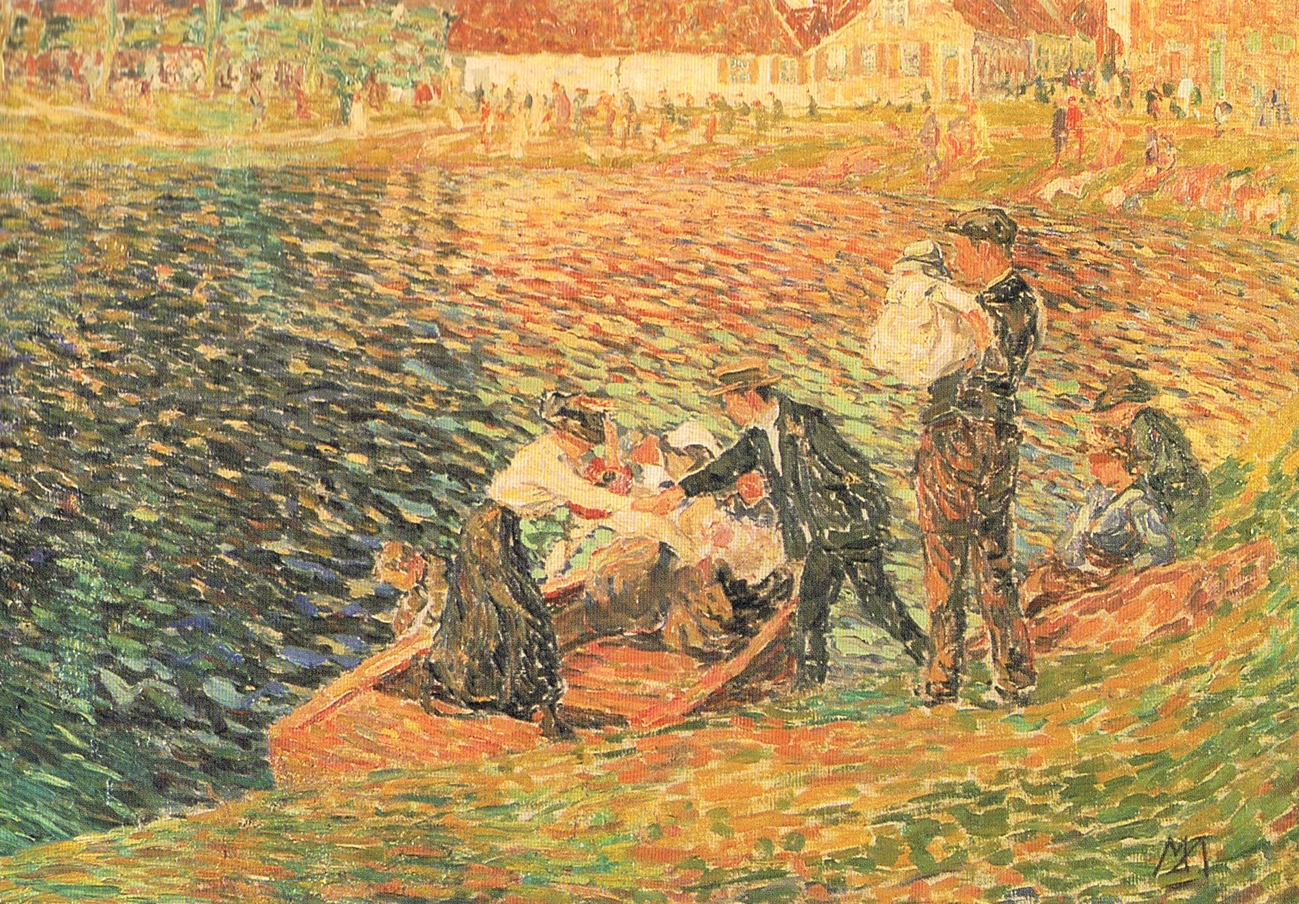
Modeste Huys Le Passage
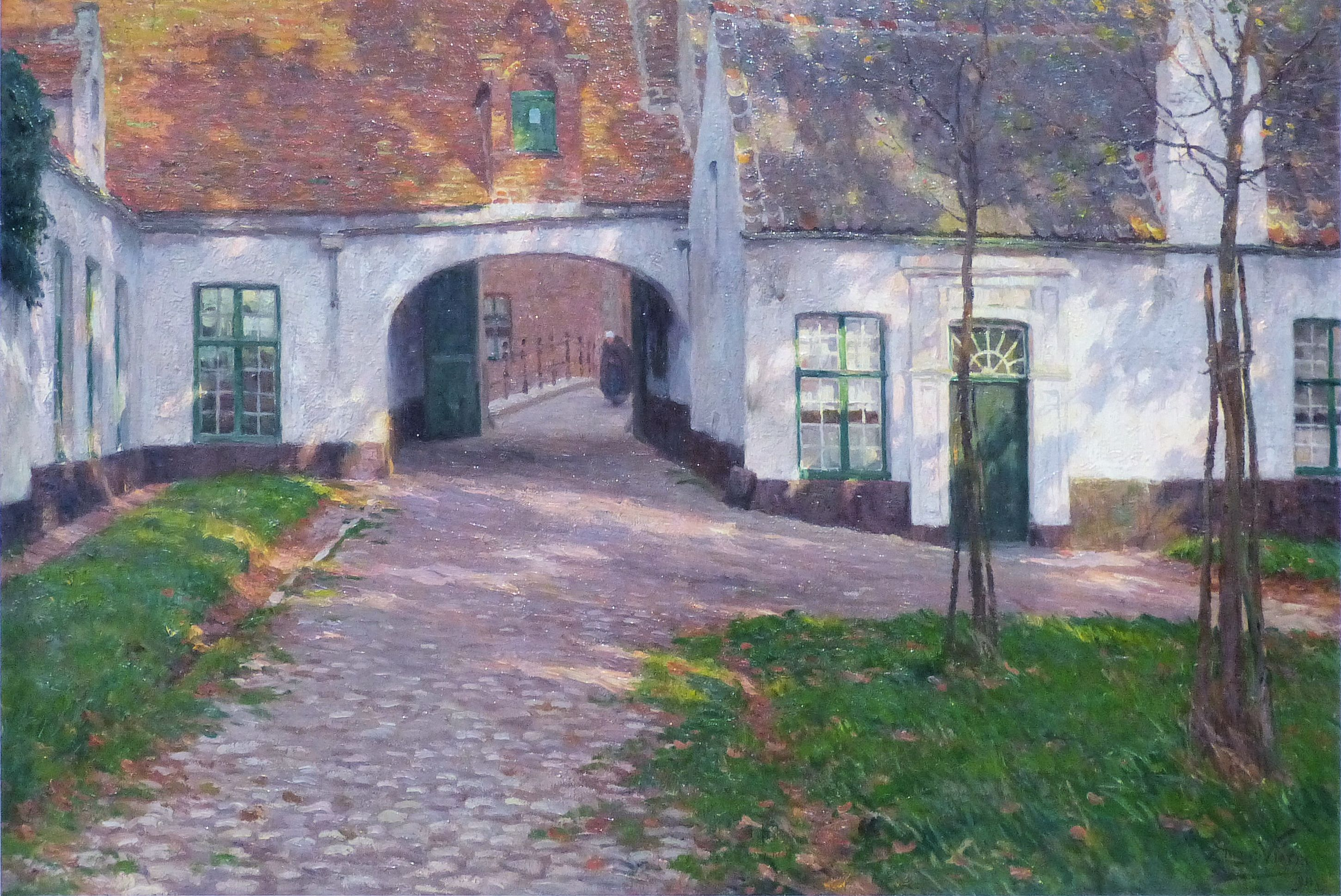
Emmanuel Viérin Entrée du béguinage de Bruges
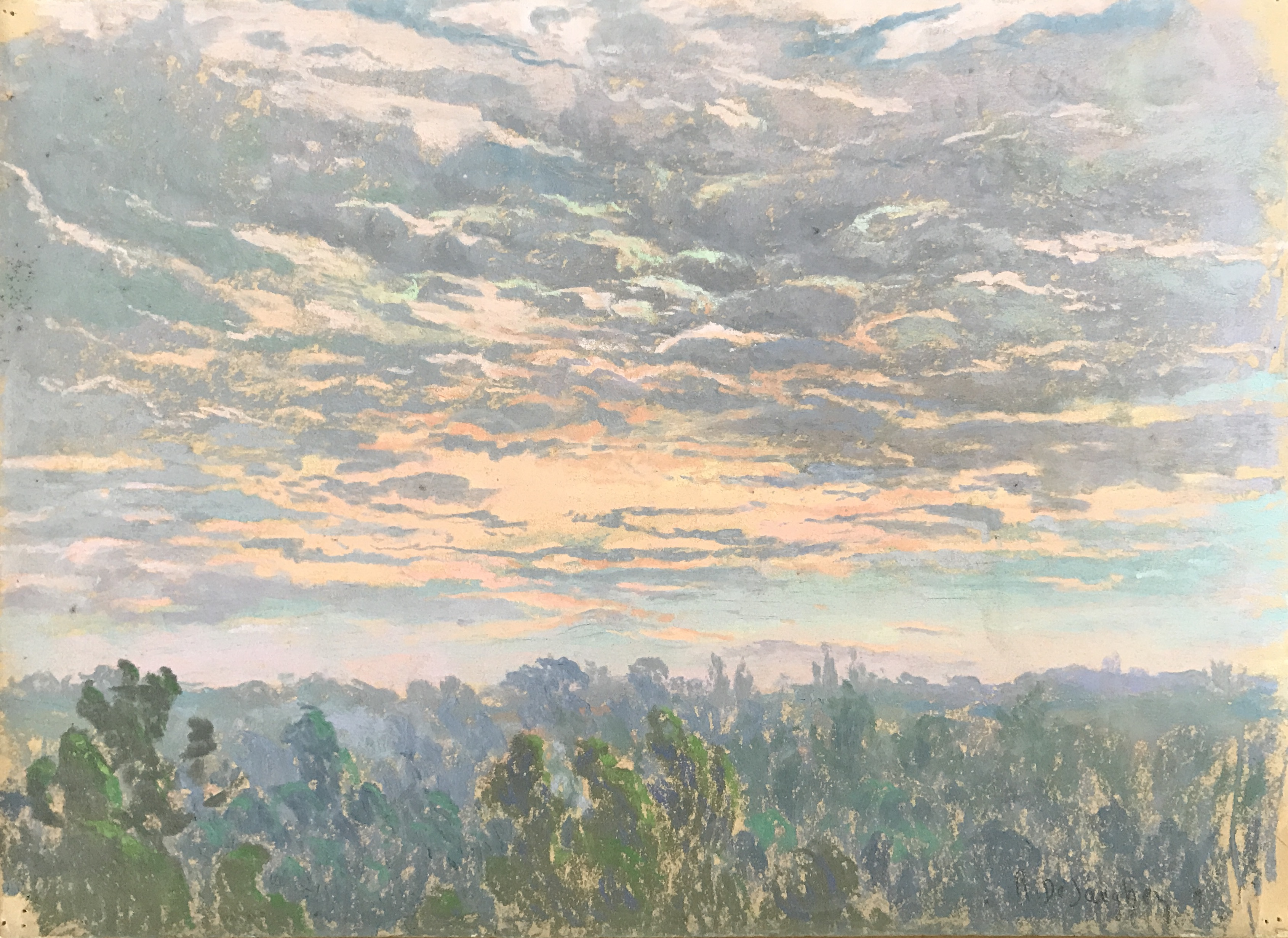
Rodolphe De Saegher Ciel flamand